# Польный Алексинец
Польный Алексинец (укр. Пільний Олексинець) — село в Хмельницком районе Хмельницкой области Украины.
Население по переписи 2001 года составляло 906 человек. Почтовый индекс — 28147. Телефонный код — 3251. Занимает площадь 3,976 км². Код КОАТУУ — 6821286801.

## Местная власть
32000, Хмельницкая обл., Хмельницкий р-н, г. Городок